# Ema (imię)
Ema, Emma – imię żeńskie pochodzenia germańskiego, od imienia Erma, które było skróconą formą imion zaczynających się od Erm- i Irm-. 
Występuje w Polsce od XIII wieku, ale było i jest rzadko nadawane. Na liście najpopularniejszych polskich imion Ema zajmowała 477. pozycję. W styczniu 2025 r. w rejestrze PESEL, wśród imion osób żyjących wykazano 476 kobiet o imieniu Ema nadanym jako imię pierwsze i 6629 kobiet o imieniu Emma. Forma Emma jest formą częściej używaną w XXI wieku niż Ema. Dla porównania, najczęściej nadawaną jako imię pierwsze Annę nosi 1068330 osób
Zdrobnienia: Emelina, Emina.
Ema i Emma imieniny obchodzi 31 stycznia, 8 kwietnia, 19 kwietnia, 29 czerwca, 24 listopada, 3 grudnia. 

## Odpowiedniki w innych językach[9]
- łacina – Emma, Hemma
- język angielski – Emma, Emme
- język niemiecki – Emma, Hemma, Imma
- język hiszpański – Ema, Emma
- język francuski – Emma
- język włoski – Emma

## Kobiety o imieniu Emma lub Ema
- Emma z Gurk (980–1045) – wdowa, święta Kościoła katolickiego (wspomnienie 29 czerwca)[10]
- Emma z Normandii (ok. 988-1052) – królowa Anglii
- Emma Goldman – anarchistka
- Ema Destinnová (właśc. Ema Kittl, 1878–1930) – czeska sopranistka
- Emma Noether – niemiecka matematyczka
- Emma Kirkby – angielska sopranistka
- Emma Lazarus – amerykańska poetka
- Emma Thompson – angielska aktorka
- Emma Bunton – brytyjska piosenkarka, jedna z wokalistek zespołu Spice Girls
- Emma Stone – amerykańska aktorka
- Emma Watson – brytyjska aktorka
- Emma Roberts – amerykańska aktorka
- Emma Pollock – szkocka piosenkarka
- Emma Morano – włoska superstulatka
- Emma Myers – amerykańska aktorka znana z roli Enid w serialu „Wednesday”
- Emma Giegżno – polska aktorka
- Ema Klinec – słoweńska skoczkini narciarska
- Emma Raducanu – brytyjska tenisistka
- Emma Ribom – szwedzka biegaczka narciarska

## Postaci fikcyjne
- Emma – lokomotywa z historii o Kubie Guziku
- Emma – woźna w teatrze z Lata Muminków
- Emma – tytułowa bohaterka mangi autorstwa Kaoru Mori
- Emma – postać z powieści Kobiety autorstwa Zofii Nałkowskiej
- Emma Gilbert – syrena, jedna z głównych bohaterek serialu H2O – wystarczy kropla
- Emma Frost – jedna z bohaterek X-Men
- Emma Bovary – bohaterka powieści Pani Bovary autorstwa Gustawa Flauberta
- Emma Peel – bohaterka miniserialu Rewolwer i melonik
- Emma Woodhouse – bohaterka powieści Emma autorstwa Jane Austen
- Emma Pillsbury – postać z serialu Glee
- Emma Swan – główna bohaterka serialu Dawno, dawno temu
- Emma Verde – bohaterka gry Love Live! School Idol Festival ALL STARS(inne języki) i anime Love Live! Nijigasaki High School Idol Club(inne języki)